# ARM Cortex-A5 MPCore
L'ARM Cortex-A5 MPCore est un microprocesseur d'architecture ARM très basse consommation de la même génération que l'ARM Cortex-A9 MPCore. Il est compatible avec l'ARM Cortex-A8 avec une consommation réduite en énergie mais au détriment de la puissance. Il utilise le jeu d'instructions ARMv7 .
Selon les spécifications, de un à quatre cœurs peuvent coopérer dans un même SoC, il contient 4 caches de données de 64 Ko et 4 caches d'instruction de 64 K, une unité de calcul flottant et une unité de calcul vectoriel Neon pour l'accélération du multimédia.
Ce processeur a pour destination les smartphones d'entrée de gamme, les stations audio, vidéo ou multimédia ainsi que les outils industriels de mesure intelligente.
Son successeur est l'ARM Cortex-A7 MPCore.